# 20 tháng 1
Ngày 20 tháng 1 là ngày thứ 20 trong lịch Gregory. Còn 345 ngày trong năm (346 ngày trong năm nhuận).

## Sự kiện
- 250 – Hoàng đế Decius bắt đầu một cuộc đàn áp rộng rãi các Kitô Hữu tại Roma. Giáo hoàng Fabianô tử đạo.[3]
- 1189 – Hoàng thái tôn Hoàn Nhan Cảnh tức hoàng đế vị trước quan tài Kim Thế Tông, trở thành hoàng đế thứ sáu của triều Kim, tức Kim Chương Tông, tức ngày Quý Tị (2) tháng 1 năm Kỉ Dậu.[4][5]
- 1649 – Quốc vương Charles I của Anh bị xét xử vì tội phản quốc và "trọng phạm".[6][7]
- 1785 – Tại khúc sông Rạch Gầm-Xoài Mút nay thuộc Tiền Giang, Việt Nam, Liên quân Xiêm-Nguyễn bị quân Tây Sơn đánh bại trong trận Rạch Gầm – Xoài Mút, tức 10 tháng 12 năm Giáp Thìn.
- 1841 – Chiến tranh Nha phiến lần thứ nhất: Anh Quốc chiếm đảo Hồng Kông của Đại Thanh.
- 1887 – Thượng viện Hoa Kỳ cho phép Hải quân quốc gia thuê Trân Châu Cảng làm căn cứ hải quân.[8][9]
- 1900 – Viện Viễn Đông Bác cổ được thành lập tại Sài Gòn với nhiệm vụ nghiên cứu, khai quật khảo cổ tại Đông Dương.
- 1934 – Fujifilm, tập đoàn với các sản phẩm phim chụp ảnh, máy ảnh và thiết bị điện tử, được thành lập tại Tokyo, Nhật Bản.
- 1936 – Edward VIII trở thành quân chủ của Anh Quốc.
- 1945
  - Chiến tranh thế giới thứ hai: Hungary chấp thuận một thỏa thuận đình chiến với Đồng Minh.
  - Chiến tranh thế giới thứ hai: Đức Quốc xã bắt đầu di tản 1,8 triệu người khỏi Đông Phổ, hành động này kéo dài trong hai tháng.
- 1946 – Charles de Gaulle bất ngờ từ chức tổng thống của Chính phủ lâm thời Cộng hòa Pháp, chỉ hai tháng sau khi thành lập chính phủ mới.
- 1981 – Ronald Reagan tuyên thệ nhậm chức tổng thống thứ 40 của Hoa Kỳ.
- 1986 – Ngày Martin Luther King, Jr. lầu đầu tiên được tổ chức với vị thế là ngày lễ liên bang.
- 2001 – Tổng thống Philippines Joseph Estrada bị lật đổ sau một cuộc cách mạng phi bạo lực kéo dài 4 ngày, kế nhiệm là Gloria Macapagal-Arroyo.
- 2009 – Barack Obama tuyên thệ nhậm chức và trở thành vị tổng thống Mỹ gốc Phi đầu tiên trong lịch sử.
- Theo Tu chính án thứ 20 được thông qua vào năm 1933, ngày này được quy định là ngày bắt đầu và kết thúc một nhiệm kì đầy đủ của Tổng thống và Phó Tổng thống Mỹ.

## Sinh
- 225 – Gordian III, hoàng đế của Đế quốc La Mã (m. 244)[10]
- 1554 – Sebastian, quốc vương của Bồ Đào Nha (m. 1578)
- 1716 – Carlos III, quốc vương của Tây Ban Nha (m. 1788)
- 1775 – André-Marie Ampère, nhà vật lý học người Pháp (m. 1836)
- 1832 – Nguyễn Phúc Miên Lâm, tước phong Hoài Đức Quận vương, hoàng tử con vua Minh Mạng (m. 1897)
- 1833 – Ernst von Prittwitz und Gaffron, tướng lĩnh Phổ (m. 1904)
- 1873 – Johannes Vilhelm Jensen, tác gia người Đan Mạch, đoạt giải Nobel (m. 1950)
- 1903 – Reg Pollard, tướng lĩnh người Úc (m. 1978)
- 1906 – Aristotle Onassis, doanh nhân người Thổ Nhĩ Kỳ-Hy Lạp (m. 1975)
- 1915 – Ghulam Ishaq Khan, chính trị gia người Pakistan, tổng thống của Pakistan (m. 2006)
- 1916 – Lư Khê, nhà thơ, nhà báo người Việt Nam (m. 1950)
- 1920 – Federico Fellini, đạo diễn người Ý (m. 1993)
- 1930 – Buzz Aldrin, phi công và phi hành gia người Mỹ
- 1944 – Nhạc sĩ Anh Thy
- 1946 – Đỗ Quang Trung, chính trị gia người Việt Nam
- 1949 – Tư Cầm Cao Oa, Diễn viên người Trung Quốc-Thụy Sĩ
- 1958 – Lorenzo Lamas, Diễn viên người Mỹ
- 1964 – Minh Nhí, Diễn viên và đạo diễn người Việt Nam
- 1965 – Sophie, thành viên vương thất Anh Quốc
- 1971
  - Gary Barlow, ca sĩ, nghệ sĩ dương cầm, nhà sản xuất âm nhạc người Anh Quốc (Take That)
  - Wakanohana Masaru, đô vật sumo người Nhật Bản
- 1973 – Mathilde, vương hậu của Bỉ
- 1979
  - Rob Bourdon, nhạc sĩ người Mỹ
  - Yasser Al-Habib, giáo sĩ người Kuwait
- 1980 – Ju Se Hyeok, cầu thủ bóng bàn người Hàn Quốc
- 1981 – Owen Hargreaves, cầu thủ bóng đá người Anh
- 1987 – Marco Simoncelli, vận động viên đua xe mô tô người Ý (m. 2011)
- 1988 – Jeffrén Suárez, cầu thủ bóng đá người Tây Ban Nha
- 1989 - Trung Quân Idol, ca sĩ người Việt Nam
- 1991 – Jumpol Adulkittiporn, diễn viên, ca sĩ và MC người Thái Lan
- 1995 – Phạm Đức Huy, cầu thủ bóng đá người Việt Nam[11]

## Mất
- 250 – Giáo hoàng Fabianô (Fabianus) (s. 200)
- 619
  - Lý Mật, thủ lĩnh nổi dậy tại Trung Quốc, tức ngày Canh Tý (30) tháng 12 năm Mậu Dần (s. 582)[12]
  - Vương Bá Đương, tướng lĩnh nổi dậy tại Trung Quốc[13]
- 1189 – Hoàng Nhan Ung, tức Kim Thế Tông, hoàng đế triều Kim, tức ngày Quý Tị (2) tháng 1 năm Kỉ Dậu (s. 1123)
- 1612 – Rudolf II, hoàng đế của Đế quốc La Mã Thần thánh (s. 1552)
- 1639 – Mustafa I, sultan của Đế quốc Ottoman (s. 1591)
- 1813 – Christoph Martin Wieland, tác gia người Đức (s. 1733)
- 1819 – Carlos IV, quốc vương của Tây Ban Nha (s. 1748)
- 1850 – Adam Oehlenschläger, nhà thơ người Đan Mạch (s. 1779)
- 1841 – Nguyễn Phúc Đảm, tức Minh Mạng, quân chủ triều Nguyễn, tức ngày 28 tháng 12 năm Canh Tý (s. 1791)
- 1855 – Adelheid Franziska của Áo, vương hậu Sardegna (s. 1822)
- 1875 – Jean-François Millet, họa sĩ người Pháp (s. 1814)
- 1885 – Udo von Tresckow, tướng lĩnh Phổ (s. 1808)
- 1921 – Sương Nguyệt Anh, nhá báo người Việt Nam (s. 1864)
- 1932 – Moriz von Lyncker, sĩ quan quân đội Phổ (s. 1853)
- 1936 – George V, quốc vương của Anh Quốc (s. 1865)
- 1938 – Lưu Tương, quân phiệt người Trung Quốc (s. 1888)
- 1983 – Garrincha, cầu thủ bóng đá người Brasil (s. 1933)
- 1990 – Barbara Stanwyck, nữ Diễn viên người Mỹ (s. 1907)
- 1993 – Audrey Hepburn, nữ Diễn viên người Bỉ-Anh Quốc (s. 1929)
- 1994 – Matt Busby, cầu thủ, huấn luyện viên bóng đá người Anh Quốc (s. 1909)
- 2012 – Etta James, ca sĩ người Mỹ (s. 1938)
- 2022 – Meat Loaf, ca sĩ và diễn viên người Mỹ, qua đời vì COVID-19 (s. 1947)[14]